# Warhammer: Dark Omen
Warhammer: Dark Omen — відеогра жанру тактичної стратегії, розроблена кампаніями Games Workshopта Mindscape і видана Electronic Arts в 1998 році. Гра є продовженням Warhammer: Shadow of the Horned Rat і, як і попередниця, заснована на настільній грі Warhammer Fantasy Battles.

## Ігровий процес
Порівняно з Shadow of the Horned Rat було вдосконалено інтерфейс і графіку. Поле бою стало тривимірним, в той час як війська зображаються спрайтами. Загони найманців більше не вимагають плати за утримання, а кошти нараховуються не за успішне виконання завдання, а за кількість вбитих ворогів. За ці кошти можна найняти поповнення загонів чи купити амуніцію. Стало можливим детально подивитися характеристики загону і командира.
Ландшафт став відігравати значну роль в битвах. Так дальність ведення вогню у всіх стрілецьких підрозділів значно підвищується, якщо вони стоять на височинах. Війська повільніше перетинають воду і підйоми. Разом з тим нежить ігнорує деякі подібні штрафи, оскільки не втомлюється.
З'явилася можливість передавати артефакти між загонами. Самі ж артефакти стало легше отримати, не лише знаходячи їх на карті, а й отримуючи як нагороду.

## Сюжет
В час затемнення одного Місяця світу Warhammer іншим відроджується владика нежиті Нагаш зі своїм військом.
Після минулої перемоги командира Моргана Бернхардта над орками і скейвенами в Імперії запанував відносний спокій. Його бійці стали патрулювати кордони Імперії, захищаючи села та купців від набігів Гоблінів і розбійників.
Однак скоро починають ширитися звістики про навалу орків та гоблінів біля кордонів. Імператор Морган викликає Бернхардта в місто Альтдорф, щоб доручити йому відвоювання втрачених земель. На аудієнції той зустрічає свого старого друга — князя Свена Карлссона, котрий приїхав просити військової допомоги.
Бернхардт погоджується допомогти Карлсону, до нього також приєднується маг Лютар Флеймстрайк. Разом в прикордонних князівствах вони здобувають перемогу над орками, які насправді тікали від нежиті — Королів гробниць. Після цього Бернхардта викликає імператор. Він доручає супроводити графиню Ізабель з Альтдорфа до Боґенхафена. Виконавши завдання й відбивши напад бандитів, Бенрхардт встигає на підмогу до міста Хелмгарт, яке штурмують мерці. Захистивши місто, він просувається в землі Сільванії.
Відбиваючи напади орків, Бернхардт знаходить підкріплення та досягає замку Дракенхоф. Там його зустрічає інквізитор Матіас, котрий вручає амулет Серце Горя. З ним війська досягають територій Кіслева і перетинають землі огрів, стикаючись з вампіром, знаним як Длань Нагаша.
Здолавши вампіра, війська Імперії визначають місце перебування самого Нагаша і сходяться з його армією Королів гробниць в бою. На побоїщі Бернхардт вбиває Нагаша, від чого нежить розпадається.